# ایکارئین
ایکارئین (انگلیسی: Icariin) یک ترکیب شیمیایی است که به عنوان گلیکوزید فلاونول پرنیله شده، نوعی فلاونوئید طبقه بندی می شود. این ماده در پزشکی سنتی چین به داشتن اثرات تقویت‌کننده جنسی معروف است و در طب سنتی چینی برای تقویت عملکرد نعوظ استفاده می‌شوند. با این حال، داده های کارآزمایی بالینی برای حمایت از این ادعاها وجود ندارد.